# Петър Тяновски
Петър Иванов Тяновски е български офицер, генерал-майор.

## Биография
Роден е на 8 февруари 1891 г. в Харманли. Завършва прогимназия в родния си град. Влиза във Военното училище в София през 1904 г. като кадет и завършва през 1911 г. Започва военната си служба в трети конен полк. През 1912 г. завършва младши курс в Кавалерийската школа в София. По време на Балканските войни е командир на взвод във втори ескадрон на трети конен полк. През юни 1913 г. е командир на взвод в картечния ескадрон на полка. На следващата година е назначен за командир на взвод в шести конен полк. През 1916 г. последователно командва конно-пионерния взвод и втори ескадрон от полка. От 1917 г. е командир на втори картечен ескадрон в шести конен полк. През 1922 г. става командир на дивизион в трети конен полк, където остава до 1928 г. През 1923 г. завършва курс за дружинни командири. От 1928 г. е домакин на шести конен полк. Същата година е назначен за завеждащ специалната част на Лейбгвардейския конен полк. От 1932 до 1933 г. е командир на пети конен полк. По това време учи за командир на полк. От 1933 до 1935 г. е командир на шести конен полк. Освен това е командир на втора конна бригада (1935 – 1936) и четвърта конна бригада (1936 – 1938), командир на първа бърза дивизия (1938-ноември 1939). Излиза в запаса по здравословни причини.

## Награди
- Орден „За храброст“ 4-та степен,1-ви и 2-ри клас;
- Орден „Св. Александър“ 3-та и 4-та степен;
- Орден „За военни заслуги“ 3-та, 4-та и 5-а степен;
- Орден „За заслуга“;
- Германски „Железен кръст“ 2-ри клас.

## Военни звания
- Подпоручик (22 септември 1911)
- Поручик (1 ноември 1913)
- Капитан (30 май 1917)
- Майор (15 март 1923)
- Подполковник (1 април 1927)
- Полковник (6 май 1933)
- Генерал-майор (6 май 1939)